# 姫路市立東小学校
姫路市立東小学校（ひめじしりつ ひがししょうがっこう）は、兵庫県姫路市市之郷町二丁目にある公立小学校。2023年（令和5年）から夜間中学校である「姫路市立あかつき中学校」を併設している。

## 沿革
- 1902年（明治35年）- 姫路市立東高等小学校として創立され、1月16日開校式を敢行
- 1908年（明治41年）- 小学校令改正により義務教育が6年に延長。同時に姫路市立城東尋常高等小学校は男子校、当校は女子校となる
- 1911年（明治44年）- 東裁縫学校（実業補習学校）が附設される
- 1929年（昭和4年）- 市立高等小学校が独立設置され、姫路市立東尋常小学校となる
- 1941年（昭和16年）- 国民学校令実施により姫路市立東国民学校となる
- 1945年（昭和20年）- 姫路空襲により校舎が焼失する
- 1947年（昭和22年）- 学校教育法施行。姫路市立城東小学校と通学区域を東西に二分し男女共学となる
- 1950年（昭和25年）- 現在の地に新校舎落成・入校
- 1964年（昭和39年）- 特別支援学級を開設する
- 1973年（昭和48年）- 学校給食の実践成果により「文部大臣表彰」を受賞
- 2023年（令和5年）- 県内４校目の公立夜間中学校「姫路市立あかつき中学校」を併設[2][3]。

## 通学区域
姫路市のうち、東郷町、神屋町1丁目、大善町、市川橋通1～2丁目、若菜町1～2丁目、宮西町1～4丁目、市之郷町1～4丁目、京町1～3丁目、日出町1～3丁目、丸尾町、市川台1～3丁目、神和町、城見町、楠町、双葉町、宮上町1～2丁目、幸町、野里（一部）、城東町京口台（一部）、城東町清水（一部）。全域が姫路市立東光中学校の通学区域の一部となっている。

## 周辺

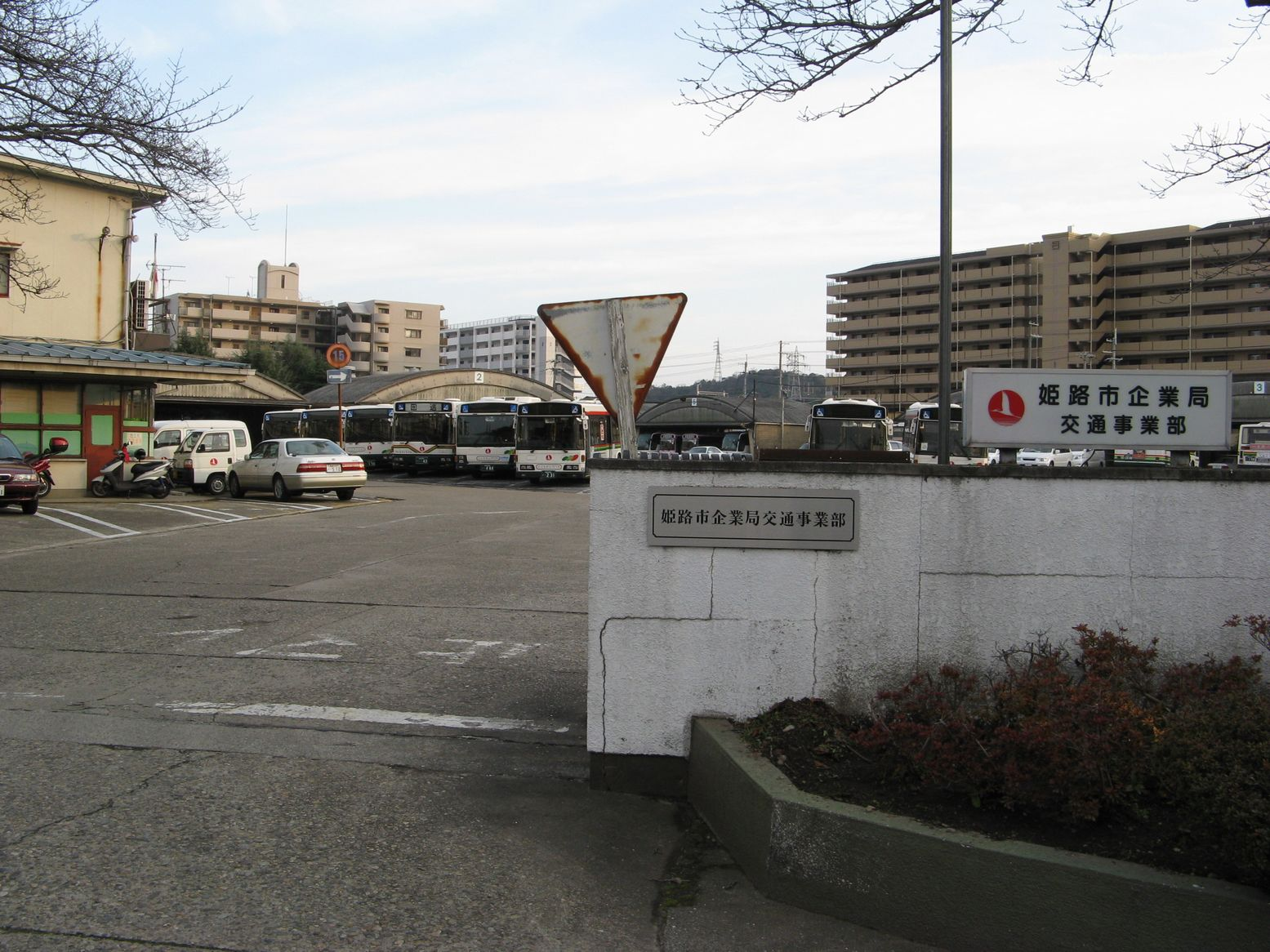
姫路市営バス日出車庫（2009年2月）

当校区は市川の西岸すぐに位置し、古くから3本の国道（国道2号・国道312号・国道372号）が交差し、さらに2016年にはJR東姫路駅が開業するなど、過去から現在においても交通の要衝であり続けている。
- 神姫バス・日出車庫（旧・姫路市企業局交通事業部（姫路市営バス）・日出車庫）
- 姫路日出郵便局
- 兵庫県道516号姫路環状線
- 姫路警察署
- 姫路市立すこやかセンター
- 兵庫県立ものづくり大学校
- 播磨屋本店姫路店

## アクセス
- JR山陽本線東姫路駅から北へ徒歩5分
- 姫路駅・山陽姫路駅から神姫バス「日出車庫」行き乗車、終点で下車し西へ入る

## 通学区域が隣接している学校
- 姫路市立城東小学校
- 姫路市立水上小学校
- 姫路市立花田小学校
- 姫路市立城陽小学校